# Герб Доманівки
Герб Дома́нівки затверджений 5 березня 2015 року рішенням № 14 ХХХІІ сесії 6 скликання Доманівської селищної ради.

## Опис
У срібному полі стилізоване зображення вінка у вигляді червоного шестикутного фортечного бастіону у плані, всередині якого гроно винограду синього кольору із зеленим листям. Над вінком по правій геральдичній стороні стиглий пшеничний колосок із стеблом у стовп зеленого кольору, ліворуч сигль «Д» зеленого кольору.

## Значення символіки
Сучасний герб Доманівки складений на основі герба, затвердженого рішенням Доманівської селищної ради від 4 жовтня 2007 року № 4 ІХ сесії 5 скликання і містить символи, які підкреслюють історію населених пунктів територіальної громади Доманівської селищної ради розташованої на заході Миколаївської області.
Герб має єдине срібне поле, в якому по центру щита розташований стилізований вінок у вигляді шестикутного фортечного бастіону у плані червоного кольору. Він символізує єдність населених пунктів, які входять до складу територіальної громади Доманівської селищної ради. Це шість історичних поселень і хуторів, яких у 1802 р. територіально об'єднали: Доманівка, Забари, Зброшкове, Казаринське, Майорське і Чуйка.
Всередині вінка міститься синє гроно винограду із зеленим листям, яке символізує розвиток виноградарства у поселеннях з давніх часів. Виноград наділений ознаками святості; це символ життєвої ниви, радості і краси новоствореної сім'ї, її добробут.
Стиглий пшеничний колосок із стеблом символізує сільськогосподарську діяльність мешканців та родючість земель. Колосок символізує також достаток і благополуччя.
Сигль «Д» зеленого кольору — початкова літера у найменуванні центральної садиби Доманівської селищної ради.
Срібний колір герба символізує чистоту, радість і правдивість. Замінює собою білий колір — уособлює благородство і відвертість. Зелений колір колоска і сигля «Д» символізує надію і волю, а також належність до територіальної громади Доманівської селищної ради, на гербі якого зелений колір основний. Червоний колір вінка символізує мужність і любов.

## Історія
Затверджений: 4 жовтня 2007 р.

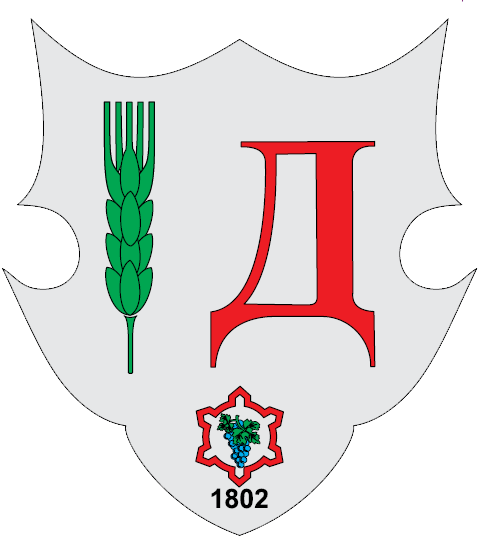
Попередній варіант герба

У срібному щиті справа зелений колос у стовп, зліва – червона літера «Д», супроводжувана знизу червоним польовим укріпленням, всередині якого лазурове гроно винограду з зеленим листям, що супроводжується знизу чорними літерами «1802».